# Uroleucon parasonchi
Uroleucon parasonchi är en insektsart. Uroleucon parasonchi ingår i släktet Uroleucon och familjen långrörsbladlöss. Inga underarter finns listade i Catalogue of Life.